# Convento de Nuestra Señora de Gracia (Ávila)
El convento de Nuestra Señora de Gracia se encuentra en la ciudad española de Ávila. Fundado en el siglo XVI, acogía a monjas de la Orden de San Agustín.

## Descripción

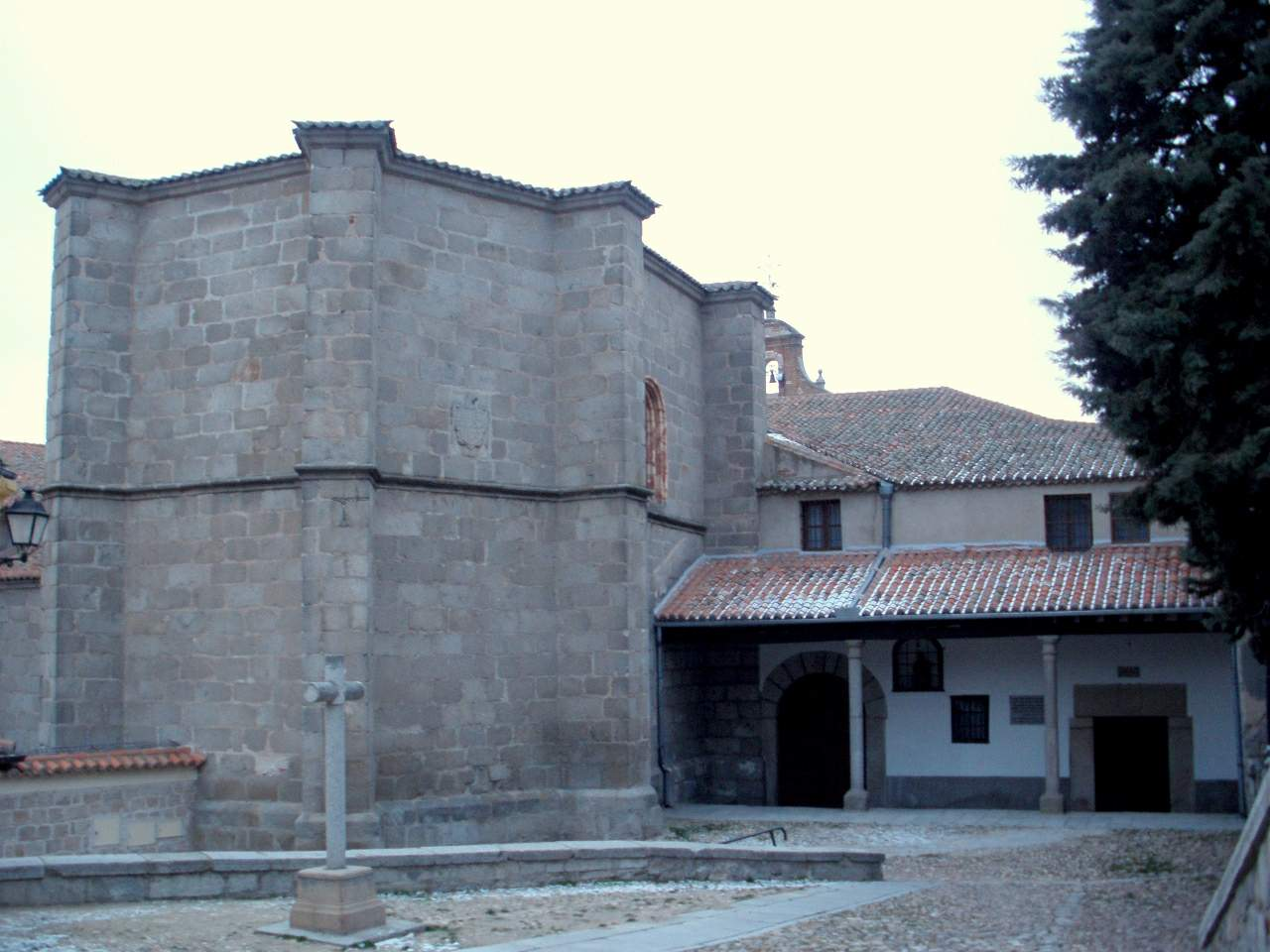
Ábside

Una mujer de Ávila llamada Mencía López obtuvo una bula del papa Julio II del 28 de septiembre de 1508 autorizándola a fundar un convento.
El 16 de junio de 1510, el obispo de Ávila, Alonso Carrillo de Albornoz, entregó la Ermita de los Santos Justo y Pastor a fray Juan de Sevilla, vicario provincial de la Orden de San Agustín, para que sirviera de iglesia del convento. Previamente habría existido según Juan Martín Carramolino una mezquita en el solar. En 1510 las religiosas compraron una casa cercana que reformaron para que sirviese de cenobio.
Tuvo una pensión donde se enseñaba a las jóvenes labores de bordado y prácticas religiosas, mientras estaban en espera de casarse. En 1514 entró como monja María de Briceño, que pasó a encargarse de las novicias y de las alumnas. En 1523 estaban como monjas la fundadora y otras doce religiosas.
A instancias de su padre, Teresa de Ávila entró como alumna en julio de 1531. La influencia de María de Briceño fue muy positiva para que Teresa aprendiese sobre oración y vida espiritual. Pasó en este convento dieciocho meses. En 1532 Teresa se hizo monja carmelita en Convento de la Encarnación.
El convento es de estilo renacentista, con sillares de piedras jaspeadas claras.
La capilla mayor se debería en 1551 a Pedro Dávila, contador mayor de Carlos V, y a un hijo de este del mismo nombre. Fue vicario rector del convento Tomás de Villanueva, arzobispo de Valencia. Fue también religiosa en el convento Ana, hija de Juan de Austria, que habiendo profesado en el convento de Madrigal fue a parar al de Gracia.